# Glamour (1934)
Glamour é um filme de drama produzido nos Estados Unidos e lançado em 1934.